# Grupo de Apoyo de la Policía de las Naciones Unidas
El Grupo de Apoyo de la Policía de las Naciones Unidas (también conocido como UNPSG por las siglas en inglés de United Nations Police Support Group) fue una operación multinacional de mantenimiento de la paz desplegada en Croacia entre enero y octubre de 1998. Creado con la aprobación de la resolución 1145 del Consejo de Seguridad del 19 de diciembre de 1997,  el UNPSG reemplazó a la Administración de Transición de las Naciones Unidas en Eslavonia del Este, Baranja y Sirmia Occidental (UNTAES) en el desempeño de funciones de supervisión policial.
El objetivo principal del UNPSG fue la supervisión de la policía croata, en específico en labores relacionadas con el retorno de refugiados por las tensiones étnicas existentes. La sede del UNPSG se emplazó en Vukovar aunque el enlace de las Naciones Unidas se mantuvo en Zagreb. El contingente de la misión, a septiembre de 1998, era de 114 policías de 18 países diferentes apoyados por personal civil de las Naciones Unidas de origen local e internacional. La dirección de la misión estaba bajo cargo de la figura de Representante del Secretario General, ocupado entonces por el sirio Souren Seraydarian.
Cumplido el mandato de la misión, las labores de supervisión a la policía fueron transferidas a la OSCE a partir del 16 de octubre de 1998.